# Starting Over (SPEEDのアルバム)
『Starting Over』（スターティング・オーヴァー）は、SPEEDの1枚目のアルバム。

## 解説
- ジャケットはオーストラリアで撮影された。SPEEDが最初の解散を行うまでのアルバムで唯一全曲名、発売年月日、価格、バーコードがジャケットの透明スリーブに貼られている。それ以降は全て外装のビニール袋に貼られているのみである。また、歌詞ブックレットもパッケージ内部に貼付されている。
- 累計出荷は250万枚[1]。オリコン売上は192.6万枚で自身初のミリオンセラーとなった。

## 収録曲
| 全作詞・作曲: 伊秩弘将、全編曲: 水島康貴。 |                                             |          |            |
| #                                          | タイトル                                    | 作詞     | 作曲・編曲 |
| 1.                                         | 「Walk This Way」                           | 伊秩弘将 | 伊秩弘将   |
| 2.                                         | 「Body & Soul」                             | 伊秩弘将 | 伊秩弘将   |
| 3.                                         | 「Luv Vibration」                           | 伊秩弘将 | 伊秩弘将   |
| 4.                                         | 「STEADY」                                  | 伊秩弘将 | 伊秩弘将   |
| 5.                                         | 「RAKUGAKI」                                | 伊秩弘将 | 伊秩弘将   |
| 6.                                         | 「サヨナラは雨の日....」                    | 伊秩弘将 | 伊秩弘将   |
| 7.                                         | 「Go! Go! Heaven」(Album Version)           | 伊秩弘将 | 伊秩弘将   |
| 8.                                         | 「I Remember」                              | 伊秩弘将 | 伊秩弘将   |
| 9.                                         | 「Kiwi Love」                               | 伊秩弘将 | 伊秩弘将   |
| 10.                                        | 「Happy Together」                          | 伊秩弘将 | 伊秩弘将   |
| 11.                                        | 「Starting Over」                           | 伊秩弘将 | 伊秩弘将   |
| 12.                                        | 「Starting Over（reprise）～Walk This Way」 | 伊秩弘将 | 伊秩弘将   |

### 楽曲解説
1. Walk This Way
約2分弱という、本アルバムを飾るオープニング・ナンバー。
2. Body & Soul
1stシングル
3. Luv Vibration
ロート製薬「ロートZi:リセCMソング」、ビデオクリップも制作されている。
4. STEADY
2ndシングル。
5. RAKUGAKI
6. サヨナラは雨の日....
7. Go! Go! Heaven（Album Version）
3rdシングル。シングルとはイントロとアウトロがそれぞれ異なっている、イントロはシングルではスタジオミュージシャンによるコーラスから始まるが、アルバムではメンバーによるバックボーカルから始まる。またアウトロはシングルより16秒間延長されている。
8. I Remember
1stシングル「Body & Soul」のカップリング曲
9. Kiwi Love
10. Happy Together
2ndシングル「STEADY」のカップリング曲
11. Starting Over
アルバムタイトル・ナンバー。
12. Starting Over（reprise）～Walk This Way
前曲「Starting Over」のアウトロから1曲目の「Walk This Way」に戻るアレンジがとられている。